# Черкезу (комуна)
Черкезу (рум. Cerchezu) — комуна у повіті Констанца в Румунії. До складу комуни входять такі села (дані про населення за 2002 рік):
- Віроага (550 осіб)
- Кесчоареле (312 осіб)
- Мегура (148 осіб)
- Черкезу (558 осіб) — адміністративний центр комуни

Комуна розташована на відстані 173 км на схід від Бухареста, 58 км на південний захід від Констанци.

## Населення
За даними перепису населення 2002 року у комуні проживали 1568 осіб. Усі жителі комуни рідною мовою назвали румунську.
Національний склад населення комуни:
| Національність | Кількість осіб | Відсоток |
| -------------- | -------------- | -------- |
| румуни         | 1567           | 99,9%    |
| турки          | 1              | 0,1%     |

Склад населення комуни за віросповіданням:
| Релігія            | Кількість осіб | Відсоток |
| ------------------ | -------------- | -------- |
| православні        | 1567           | 99,9%    |
| не вказали релігію | 1              | 0,1%     |